# Джентл, Эшли
Эшли Джентл (англ. Ashleigh Gentle; род. 25 февраля 1991, Брисбен) — австралийская триатлонистка, участница летних Олимпийских игр 2016 года в Рио-де-Жанейро. Она заняла итоговое второе место в Мировой серии 2017 года.

## Биография
Джентл родилась в Южном Брисбене, штат Квинсленд, 25 февраля 1991 года. Сейчас проживает в Голд-Косте. У неё есть два брата. Эшли училась в начальной школе Сент-Винсента и англиканской школе Всех Святых. В 2009 году она поступила в Университет Гриффита, где по состоянию на 2016 года изучает общественное здравоохранение в области питания. Она тренировалась в Австралийском институте спорта и Академии спорта Квинсленда
В школе Джентл занималась различными видами спорта, включая тач-регби, нетбол, легкую атлетику и бег по пересеченной местности. В 2004 году друг предложил ей попробовать силы в триатлоне. Первоначальной целью было улучшение результатов в беге, но в итоге ей понравилось плавать и кататься на велосипеде. Она выиграла серебро на чемпионате мира среди юниоров в Гамбурге в 2007 году и Ванкувере в 2008 году, а затем золото в Будапеште в 2010 году.
В 2011 году она дебютировала в Мировой серии триатлона и заняла девятое место. В 2012 и 2013 годах она участвовала в десяти турнирах Мировой серии и во всех входила в десятку лучших. В 2011—2014 годах Джентль занимала в итоговом рейтинге серии 24, 15, 7 и 34 места, соответственно.
В 2015 году она заняла 12-е место в Мировой серии, а также выиграла нестандартные соревнования «Побег из Алькатраса», которые проводились на острове Алькатрас. В 2015 и 2016 годах она занимала вторые места в Иокогаме в 2015 и 2016 годах, а также в Абу-Даби в 2016. К маю 2016 года она закрепилась на третьем месте мирового рейтинга, в результате чего Олимпийский комитет Австралии включил Эшли в сборную для участия на летних Олимпийских играх 2016 года в Рио-де-Жанейро, которые стали для неё первыми. Джентль заняла 26-е место в олимпийском зачете. В Мировой серии 2016 она заняла 10-е место.
Джентл достигла лучшего результата в карьере, заняв в 2017 году второе место в рейтинге Мировой серии. В следующем году, на заключительной гонке сезона 2018 года в Голд-Косте, Джентль удалось победить, опередив Вики Холланд и Кэти Заферес. Эшли закончила сезон на 6-й позиции.
В 2019 году Джентл во второй раз выиграла золото в триатлоне в Алькатрасе.